# والتر نايلور ديفيس
والتر نايلور ديفيس (بالإنجليزية: Walter Naylor Davis)‏ هو محامي وسياسي أمريكي، ولد في 29 نوفمبر 1876 بمقاطعة سانت لويس في الولايات المتحدة، وتوفي في 16 سبتمبر 1951. حزبياً، نشط في الحزب الديمقراطي.